# Comitê Militar de Recuperação Nacional (Guiné)
O Comitê Militar de Recuperação Nacional (em francês:  Comité militaire de redressement national, CMRN) foi a junta militar da Guiné surgida na sequência do golpe de Estado de 1984, ocorrido logo após a morte do presidente Ahmed Sékou Touré em 26 de março. Foi composta por 18 membros que representavam as três tribos do país, incluindo Lansana Conté, presidente da República de 1984 a 2008, Kerfalla Camara, Facinet Touré e Diarra Traoré, primeiro-ministro em 1984, que foi executado após uma tentativa de golpe fracassada em 1985. Seria dissolvida em 16 de janeiro de 1991 e substituída pelo Comitê Transitório de Recuperação Nacional (CTRN), que foi presidido e composto em partes iguais de civis e militares.